# Balamban

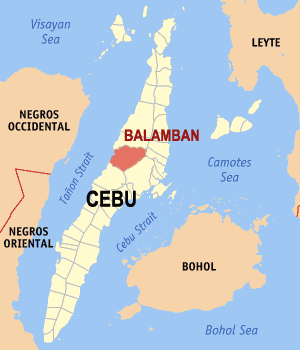
Bản đồ Cebu với vị trí của Balamban

Balamban là một đô thị hạng 1 của tỉnh Cebu, Philippines. Theo điều tra dân số năm 2007, đô thị này có dân số 66.261.

## Các đơn vị dân cư
Balamban được chia thành các đơn vị hành chính gồm 28 khu dân cư (khu phố) (barangay).
| - Abucayan - Aliwanay - Arpili - Bayong - Biasong - Buanoy - Cabagdalan - Cabasiangan - Cambuhawe - Cansomoroy - Cantibas - Cantuod - Duangan - Gaas | - Ginatilan - Hingatmonan - Lamesa - Liki - Luca - Matun-og - Nangka - Pondol - Prenza - Singsing - Magsaysay - Vito - Baliwagan (Poblacion) - Santa Cruz-Santo Niño (Poblacion) |

combado